# Richard Eromoigbe
Richard Eromoigbe (Lagos, 20 de junho de 1984) é um futebolista nigeriano que atua como meio-campista.

## Carreira
Jogou durante sete anos no futebol búlgaro, defendendo Cherno More Varna e Levski Sófia. Jogou também no Khimki.
Hoje, Richi (como é apelidado pelos torcedores) atua no Warri Wolves.

## Ligações Externas
- Perfil em LevskiSofia.info (em inglês)